# Paul Lafond (Kunsthistoriker)

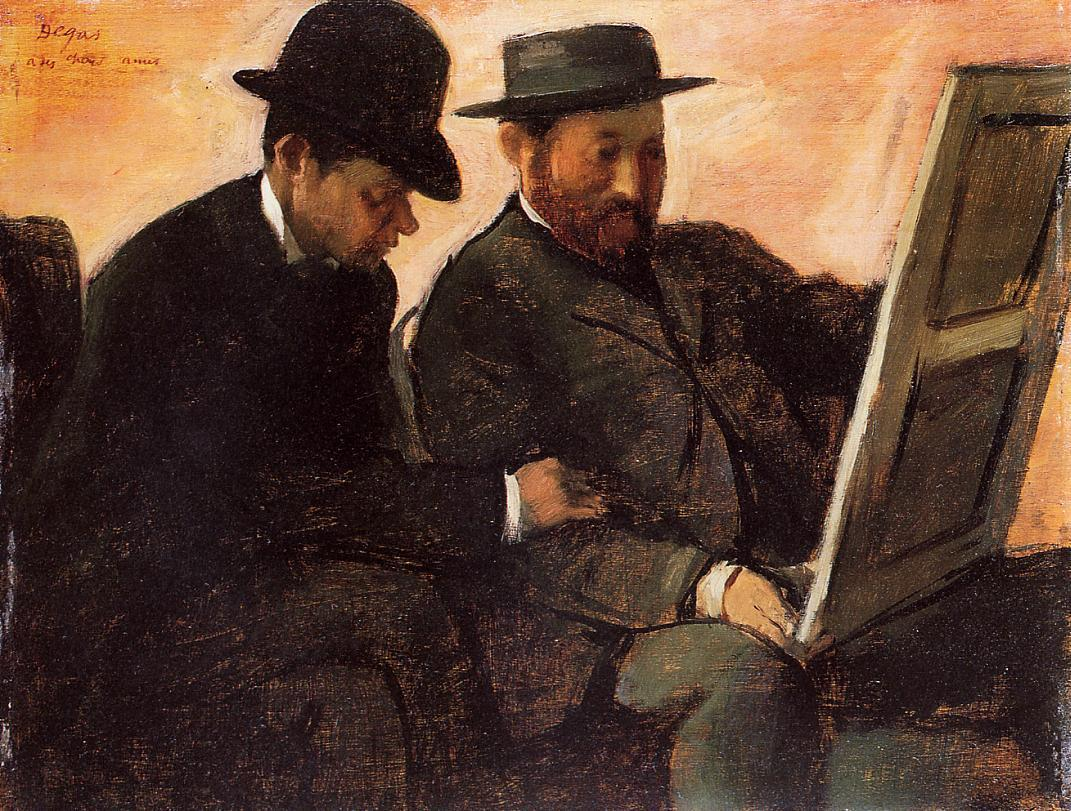
Paul Lafond (links) und Alphonse Cherfils (einer von Degas’ Freunden aus Pau) prüfen ein Gemälde. Gemälde von Edgar Degas (1873): Les Amateurs de gravure, Cleveland Museum of Art, Inv. 1958.25

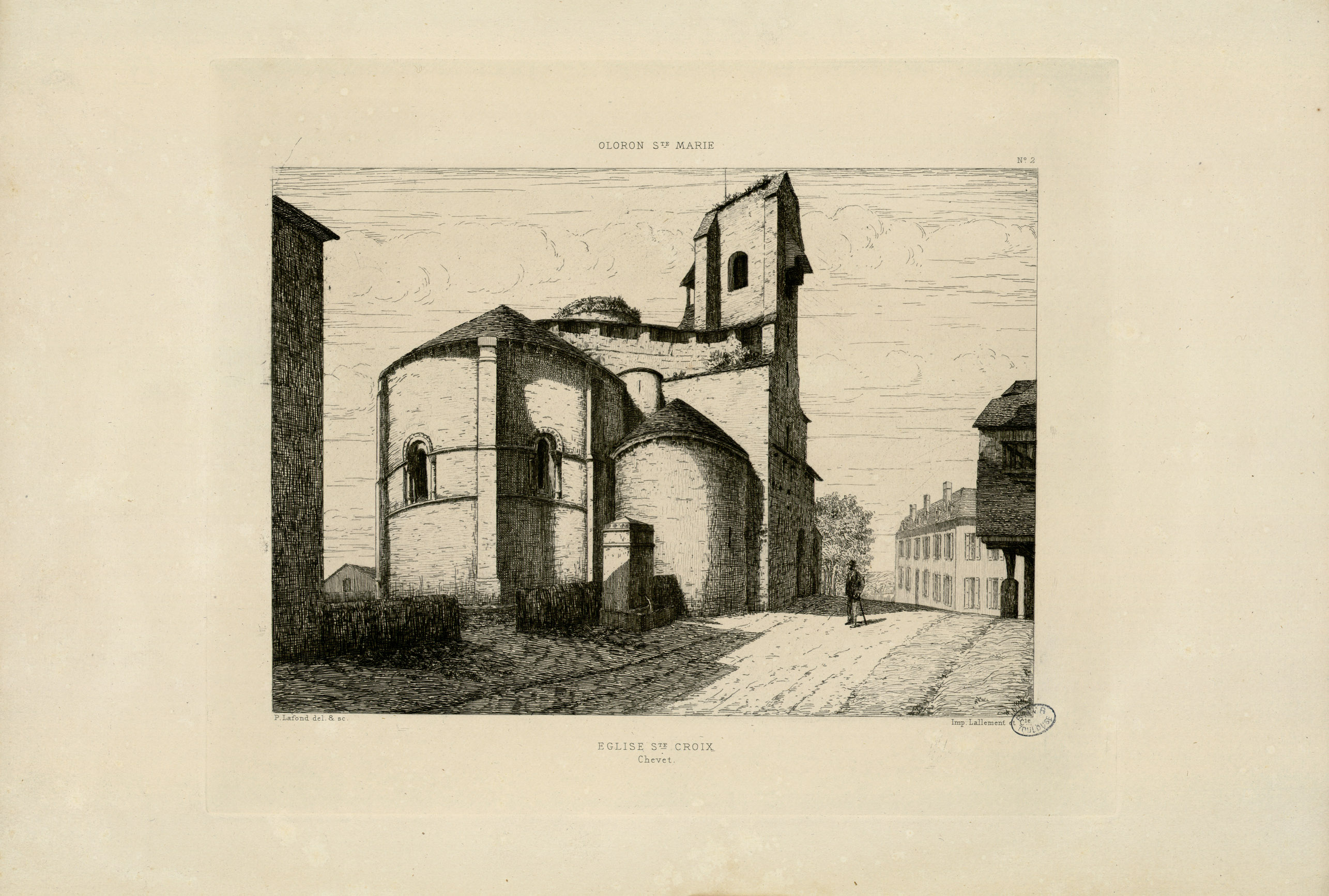
Paul Lafond (1883):
Église Sainte-Croix – Chevet

Jean Marie Paul Lafond (* 1. Juli 1847 in Rouen; † 21. September 1918 in Pau) war ein französischer Kunsthistoriker, Zeichner und Radierer.

## Leben
Sein Vater Jean-Marie Lafond, ein Kaufmann, handelte mit Wein aus dem Beaujolais. Über die Ausbildung des Sohnes Paul Lafond ist nichts bekannt. Er war ab 1900 Kurator des städtischen Kunstmuseum in Pau und wurde mit Publikationen über Goya (1902), Murillo (1908), Rogier van der Weyden (1912), El Greco (1913), Hieronymus Bosch (1914) und Edgar Degas (1918/19) als Kunsthistoriker bekannt. Bei der Gestaltung dieser seiner Kunstbücher kam ihm sein Zweitberuf, der des Radierers, zupasse. Lafond hatte sich die Verwendung solcher grafischen Verfahren in der Werkstatt von Louis Capdevielle angeeignet. Zunächst hatte er Radierungen nach Vorlagen von Camille Corot, Charles-François Daubigny, Charles Jacque sowie Alfred Elias produziert und war darauf mit eigenen Arbeiten (Waldrand im Winter, Am Kirchenportal) hervorgetreten – zum Beispiel 1878 bis 1885 sowie 1897 bis 1904 im Salon der Société nationale des beaux-arts. Er war mit Edgar Degas befreundet, der sich häufiger in Pau aufhielt.
Unter der Signatur P. Lafond verfasste er zahlreiche Einträge – vornehmlich zu spanischen Malern und Bildhauern, aber auch zu Dekorativer Kunst – für Band 1 bis 5 des Allgemeinen Lexikons der Bildenden Künstler von der Antike bis zur Gegenwart.
Paul Lafond saß von 1900 bis zu seinem Tode  im Stadtrat von Pau. Ein Platz und die Mediathek wurden in Pau nach ihm benannt.

## Veröffentlichungen (Auswahl)
- Alfred de Vigny en Béarn. Avec portraits à l’eau-forte et dessins. Edition de l’ermitage, en depot chez Charles, Paris 1897 (archive.org).
- Garat, 1762–1823. Calmann Lévy, Paris 1899.
- Goya. Librairie de l’art ancien et moderne, Paris 1902 (archive.org).
- Le Musée de Rouen. Larousse, Paris 1905.
- L’art décoratif et le mobilier sous la République et l’Empire. Société de Propagation des Livres d'Art, Paris 1906 (archive.org).
- Murillo. H. Laurens, Paris 1908 (archive.org).
- La sculpture espagnole. A. Picard, Paris 1908.
- Ribera et Zurbaran. H. Laurens, Paris 1909.
- L’aube romantique. Jules de Rességuier et ses amis. Mercure de France, Paris 1910.
- Roger van der Weyden. G. Van Oest & Cie., Brüssel 1912 (archive.org).
- Le Greco. Essai sur sa vie et sur son oeuvre, suivi d'un catalogue et d'une bibliographie illustré de nombreuses reproductions. E. Sansot, Paris 1913 (archive.org).
- Le Pays Basque français et espagnol. Feret et Fils, Bordeaux 1913.
- Hieronymus Bosch. Son art, son influence, ses disciples. G. van Oest & Cie., Paris 1914 (archive.org).
- Juan de Valdés Leal. Essai sur sa vie et sur son oeuvre illustré de 22 reproductions hors texte et suivi d'un catalogue et d'une bibliographie. E. Sansot, Paris 1914.
- Degas. Band 1. H. Floury, Paris 1918 (archive.org).
- Degas. Band 2. H. Floury, Paris 1919 (archive.org).